# 13.º Distrito Congressional da Califórnia
O 13º Distrito Congressional da Califórnia (em inglês:  California's 13th congressional district) é um dos 53 Distritos Congressionais do Estado norte-americano da Califórnia, segundo o censo de 2000 sua população é de 639.088 habitantes, cerca de 99,3% da população do distrito vice na área urbana.